# Thalita do Valle
Thalita do Valle   (Ribeirão Preto, 1983 - Khàrkiv, 30 de juny de 2022) fou una model, actriu, activista social, humanitària i franctiradora brasilera. La militant, nadiua de Ribeirão Preto, que havia participat a diverses causes per als animals i que havia lluitat contra l'Estat Islàmic com a peixmerga al Kurdistan, va arribar a Ucraïna al juny del 2022 per a intervenir-hi com a socorrista al si de la Legió Internacional de Defensa Territorial d'Ucraïna en el marc de la invasió russa d'Ucraïna. Va morir asfixiada en un búnquer el 30 de juny del mateix any juntament amb Douglas Búrigo, un altre voluntari brasiler, a conseqüència d'un bombardeig rus sobre la ciutat de Khàrkiv, situada a prop del front de guerra oriental d'Ucraïna.